# Heinz Barmettler
Heinz Barmettler Veloz (Zurigo, 21 luglio 1987) è un ex calciatore svizzero naturalizzato dominicano, di ruolo difensore.

## Carriera

### Club
Dopo aver giocato nelle giovanili del Blue Stars Zurigo e del Grasshopper, gioca la stagione 2005-2006 con il Grasshopper B. Nel 2006 passa allo Zurigo. Nel 2012 viene acquistato dall'Inter Baku. Il 7 gennaio 2013 viene ufficializzato il suo passaggio al Vaduz. Dopo pochi mesi, il 2 agosto 2013 viene ceduto al Real Valladolid. Il 14 luglio 2014 rescinde il contratto con gli spagnoli. Il 23 febbraio 2015 il Cibao ufficializza il suo ingaggio a parametro zero. Nel settembre 2015 rescinde il contratto. Il 28 gennaio 2016 viene ingaggiato dal Friburgo II. Il 24 agosto 2016 annuncia il suo ritiro.

### Nazionale
Gioca dal 2006 al 2009 con l'Under-21 svizzera, con cui colleziona in totale 9 presenze. Il 14 novembre 2009 debutta con la nazionale svizzera, in Svizzera-Norvegia. È la sua unica presenza con la nazionale svizzera. Nel 2012 debutta con la nazionale dominicana, in Aruba-Repubblica Dominicana. Ha collezionato in totale, con la nazionale dominicana, 15 presenze.